# Cima Nove (Dolomiti Orientali di Badia)
Cima Nove (Sas dles Nü in ladino, Cima Nove in italiano, Neuner o Neuner Spitze in tedesco), è una montagna delle Dolomiti, nel gruppo delle Dolomiti Orientali di Badia, alta 2.968 m, che fa parte delle montagne dell'Alpe di Fanes piccola. È una delle vette del Sasso di Santa Croce, situata in linea con le altre due cime principali del gruppo, il monte Cavallo e cima Dieci. 
L'accesso alla montagna avviene dal passo di Sant'Antonio (2.466 m), raggiungibile dai rifugi Fanes e Lavarella da un versante, e dalla località di La Valle dall'altro.

## Vie alpinistiche
La prima ascesa fu compiuta nel 1948 dal marebbano E. Kastlunger e dal genovese Pierluigi "Punin" Bottaro.
Successivamente nella stessa parete sono state aperte alcune vie dai fratelli Reinhold e Günther Messner (la via Heidi, la via delle placche e la direttissima).